# Wehrkreis XXI (Posen)

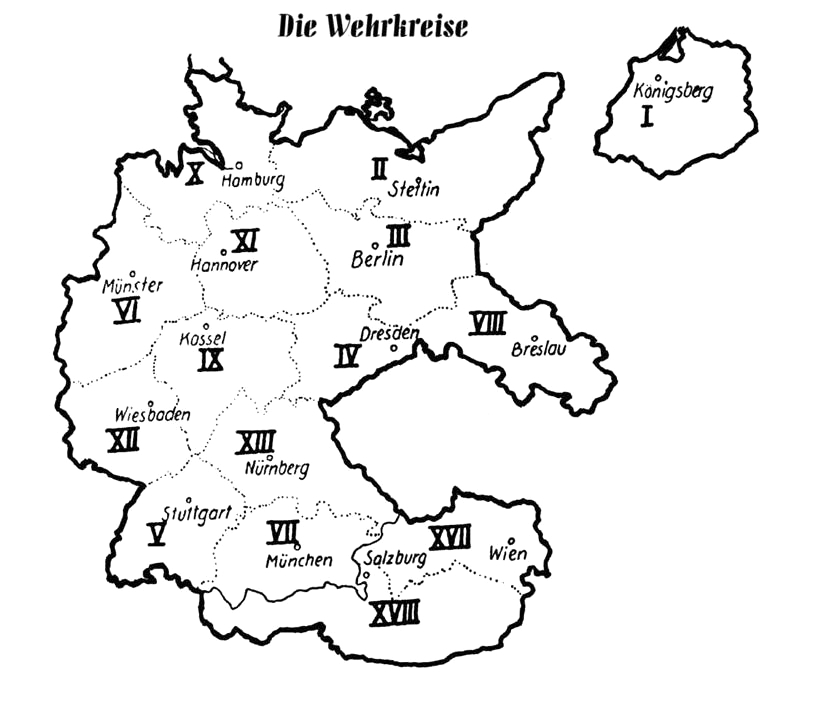
Die Wehrkreise des Deutschen Reiches nach dem „Anschluss“ Österreichs

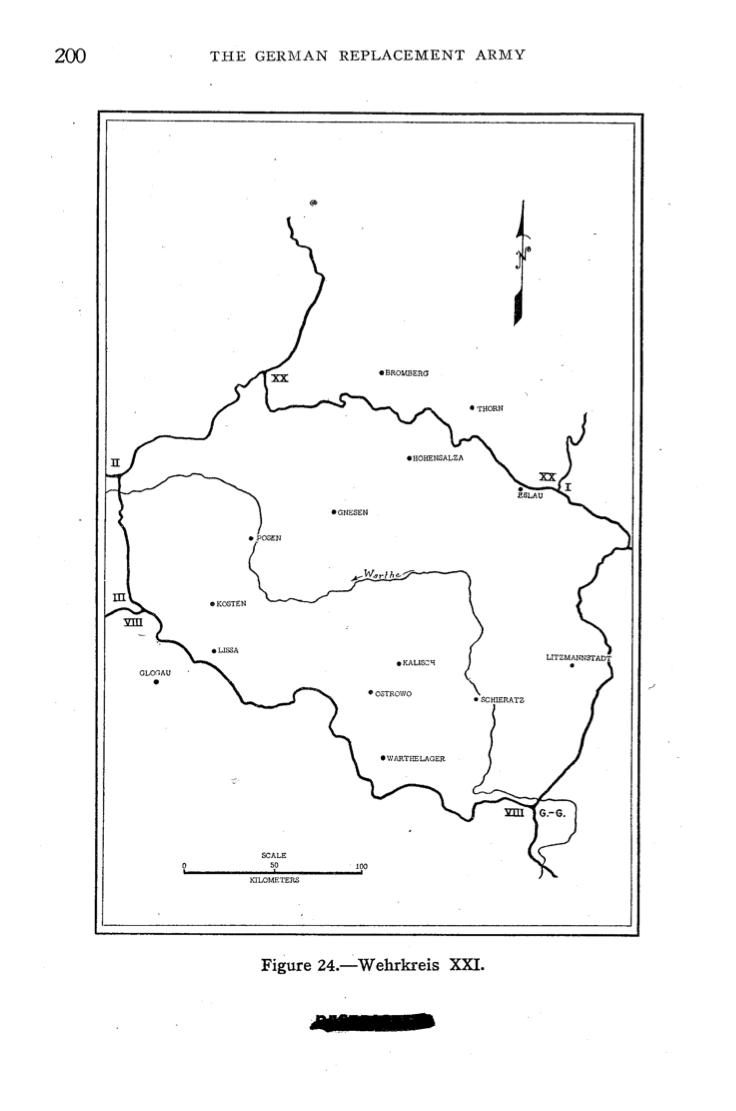
Karte des Wehrkreises XXI

Der Wehrkreis XXI (Posen) war eine territoriale Verwaltungseinheit der Wehrmacht während der Zeit des nationalsozialistischen Deutschen Reiches und bestand von 1939 bis 1945. Dem Wehrkreis oblag die militärische Sicherung des sogenannten Warthelandes sowie die Ersatzgestellung und Ausbildung von Teilen des Heeres in diesem Gebiet. Der Wehrkreis umfasste die Wehrbezirke Posen, Lissa (Wartheland), Hohensalza, Leslau, Kalisch und Litzmannstadt. Das Hauptquartier befand sich in Posen. 

## Befehlshaber
Befehlshaber des Wehrkreises XXI war:
- Walter Petzel (1939–1945)